# Brzostki
Brzostki (deutsch Freihagen) ist ein Dorf in der polnischen Woiwodschaft Ermland-Masuren. Es gehört zur Stadt-und-Land-Gemeinde Pieniężno (Mehlsack) im Powiat Braniewski (Kreis Braunsberg).

## Geographische Lage
Brzostki liegt im Nordwesten der Woiwodschaft Ermland-Masuren, 23 Kilometer südöstlich der Kreisstadt Braniewo (Braunsberg).

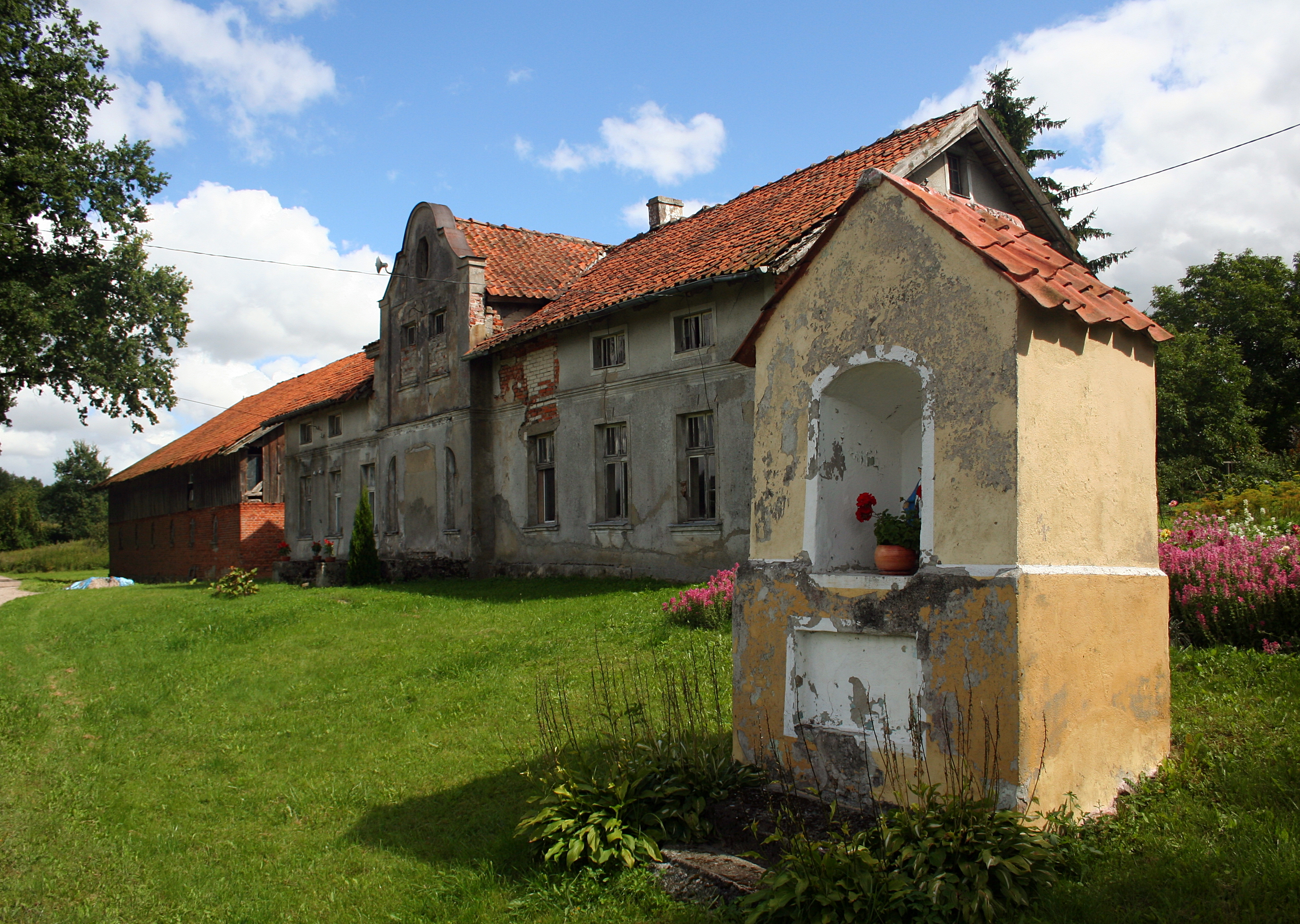
Bildstock an altem Hofgebäude in Brzostki

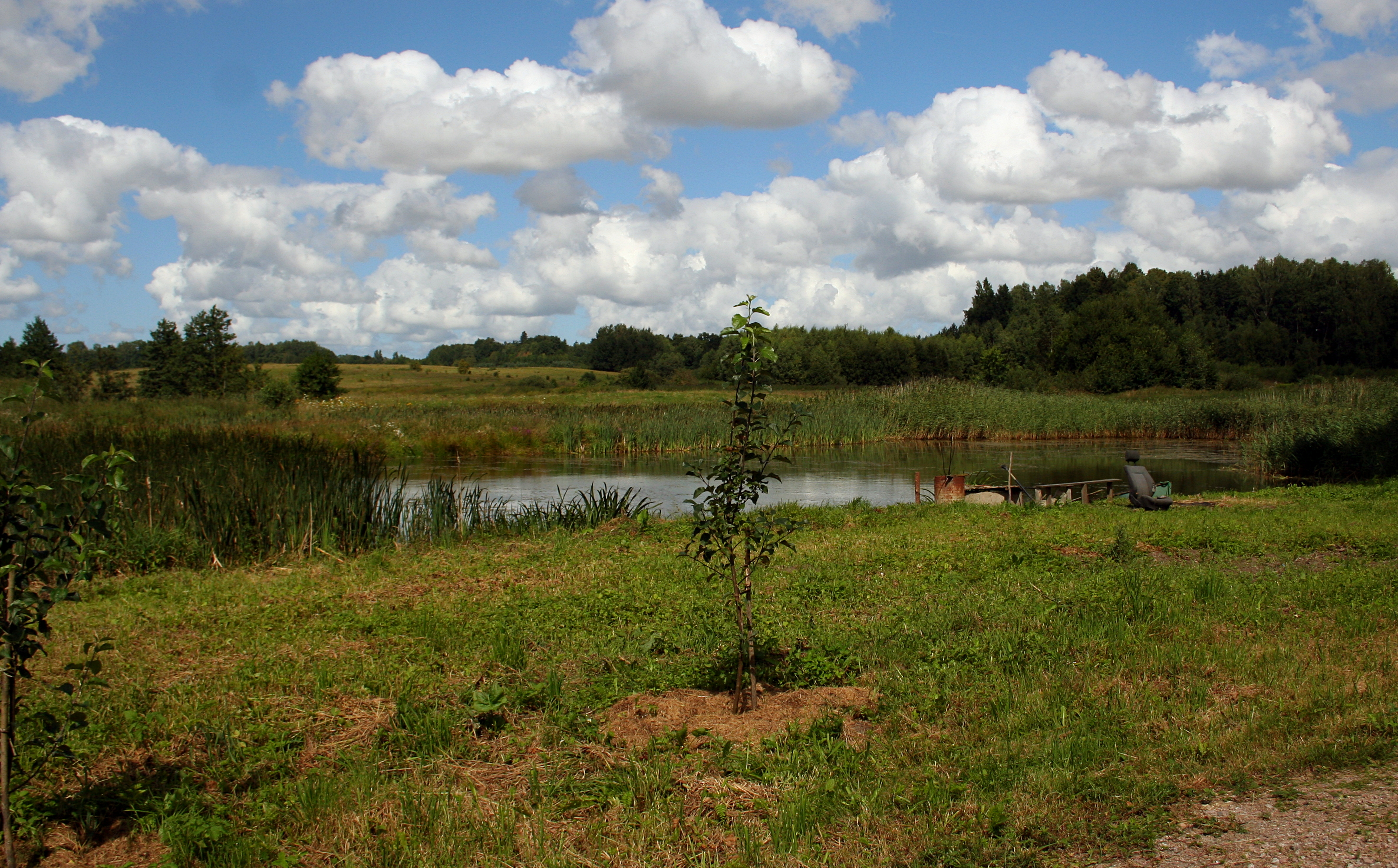
Weiher in Brzostki

## Geschichte
Das kleine Dorf Freyhagen – nach 1900 Freihagen geschrieben – bestand in seinem Kern aus drei großen Höfen. Als Landgemeinde kam Freihagen 1874 zum neu errichteten Amtsbezirk Langwalde (polnisch Długobór) im ostpreußischen Kreis Braunsberg, Regierungsbezirk Königsberg. 68 Einwohner zählte Freihagen im Jahre 1910.
Am 17. Oktober 1928 verlor Freihagen seine Selbständigkeit: das Dorf wurde nach Heistern im Amtsbezirk Woynitt (polnisch Wojnity) eingemeindet.
Als 1945 in Kriegsfolge das gesamte südliche Ostpreußen an Polen abgetreten wurde, erhielt Freihagen die polnische Namensform „Brzostki“. Das Dorf ist heute eine Ortschaft innerhalb der Gmina Pieniężno (Stadt-und-Land-Gemeinde Mehlsack) im Powiat Braniewski (Kreis Braunsberg), von 1975 bis 1998 der Woiwodschaft Elbląg, seither der Woiwodschaft Ermland-Masuren zugehörig. 2021 zählte Brzostki 46 Einwohner.

## Religion
Seitens der römisch-katholischen Kirche war Freihagen und ist Brzostki auch heute in die St.-Peter-und-Paul-Pfarrei Pieniężno (Mehlsack), heute im Dekanat Orneta (Wormditt) im Erzbistum Ermland eingegliedert. Außerdem gehörte das Dorf vor 1945 zur evangelischen Pfarrkirche Mehlsack in der Kirchenprovinz Ostpreußen der Kirche der Altpreußischen Union, heute nun zur Diözese Masuren der Evangelisch-Augsburgischen Kirche in Polen.

## Verkehr
Brzostki liegt an einer Verbindungsstraße, die bei Kierpajny Wielkie (Groß Körpen) von der Straße Bornity–Pakosze (Bornitt–Packhausen) in östlicher Richtung abzweigt. Eine Bahnanbindung besteht nicht.